# Oren Smadja
Shay-Oren Smadja (Hebreeuws: אורן סמדג'ה; Ofakim, 20 juni 1970) is een voormalig Israëlisch judoka, die tweemaal zijn vaderland vertegenwoordigde bij de Olympische Spelen: in 1992 (Barcelona) en 1996 (Atlanta). 
Hij was de tweede atleet die bij de Olympische Spelen een medaille won namens Israël. Dat gebeurde een dag nadat Yael Arad de eerste medaille won op de Spelen van Barcelona 1992, eveneens in het judo. Hij won de bronzen medaille in de categorie tot 71 kilogram.

## Erelijst

### Olympische Spelen
- 1992 Barcelona, Spanje (– 71 kg)

### Wereldkampioenschappen
- 1995 Tokio, Japan (– 78 kg)

### Europese kampioenschappen
- 1992 Parijs, Frankrijk (– 71 kg)